# Linea 6 (metropolitana di Pechino)
La linea 6 (in cinese 北京地铁6号线S, Běijīng dìtiě liùhào xiànP) è una linea attiva della metropolitana di Pechino.
Gestita dalla Beijing Mass Transit Railway Operation Corporation Limited, la prima fase della linea 6, da Haidian Wuluju a Caofang, è stata inaugurata il 30 dicembre 2012. Le successive due fasi, corrispondenti alla sua estensione orientale e occidentale, sono state rispettivamente inaugurate il 28 dicembre 2014 e il 30 dicembre 2018.
La linea 6 è composta da un totale di 34 stazioni e si snoda lungo un percorso di 53,4 km interrati, collegando i distretti di Shijingshan, Haidian, Xicheng, Dongcheng, Chaoyang e Tongzhou. Per effettuare l'intera tratta è necessaria circa 1 ora e 30 minuti. La linea 6 è contraddistinta, negli allestimenti dei convogli e nelle mappe ufficiali, dal colore giallo ocra.

## Storia

### Pianificazione
In origine, la linea 6 era stata progettata come una linea da est a ovest che avrebbe seguito l'asse del Viale Chaoyang, proseguendo dritta verso ovest. Tuttavia, questo tracciato avrebbe portato la sezione centrale della galleria molto vicino alla Città Proibita, facendo emergere preoccupazioni legate alla conservazione storica e alla tutela del patrimonio culturale. Per evitare possibili danni ai reperti dell’area, l’intero tracciato della parte occidentale e centrale della linea 6 è stato spostato 1,5 km più a nord, lungo Viale Ping'an, dando così forma al percorso attuale della linea.

### Realizzazione
Nell’ottobre 2007, il piano progettuale della linea 6 è stato approvato dalla Commissione urbana per la pianificazione di Pechino. L’8 dicembre dello stesso anno sono ufficialmente iniziati i lavori di costruzione, inserendo la linea 6 come una delle linee orizzontali da est a ovest all'interno del progetto di costruzione della metropolitana di Pechino definito "tre circolari, quattro orizzontali, cinque verticali e sette radiali". La linea è stata costruita in tre fasi, con la prima (Haidian Wuluju — Caofang) inaugurata il 30 dicembre 2012 e l'ultima (Jin'anqiao — Haidian Wuluju) aperta al pubblico il 30 dicembre 2018.
Nell'ottobre 2008, per ridurre l'impatto acustico sulla popolazione residente, venne deciso che i 7 km di percorso sopraelevato della linea 6 sarebbero stati costruiti in sotterranea, rendendo la linea 6 totalmente interrata.

### Fase I: da Haidian Wuluju a Caofang
Il 17 gennaio 2009 sono iniziati i lavori per la costruzione della stazione Shilibao. A giugno, è stato confermato che la linea 6 sarebbe stata servita da treni di tipo B composti da otto vagoni. A settembre dello stesso anno, si è conclusa la costruzione della galleria tra le stazioni Ping’anli e Beihaibei.
Il 22 marzo 2010 è iniziata la costruzione con scavo meccanizzato della fase I della linea 6. L’11 novembre, sono stati ufficialmente assegnati i nomi alle stazioni lungo il tracciato. Nel mese di dicembre si è conclusa la costruzione del tunnel al livello inferiore della stazione Chaoyangmen.
Il 25 febbraio 2011, la struttura principale della stazione di Qingnianlu è stata la prima della linea 6 a essere ultimata. Nell’agosto dello stesso anno, è stata completata anche la struttura della stazione Caofang.
L’8 febbraio 2012, per facilitare il futuro interscambio con la linea 16, il Comitato per la pianificazione urbana di Pechino ha deciso di aggiungere la stazione di Erligou tra le fermate Baishiqiaonan e Chegongzhuangxi. Il 15 aprile, sono state collegate tutte le gallerie delle stazioni della prima fase della linea 6. A maggio sono iniziati i lavori di finitura interna delle stazioni, mentre il 30 giugno è stata completata la posa dei binari. Il 20 settembre sono iniziate le prove senza passeggeri, durate circa tre mesi. Infine, il 30 dicembre 2012, è stata aperta al pubblico ila prima fase della linea 6, nel tratto tra Haidian Wuluju e Caofang, con esclusione della stazione di Erligou.

### Fase II e fase III: estensione orientale e occidentale

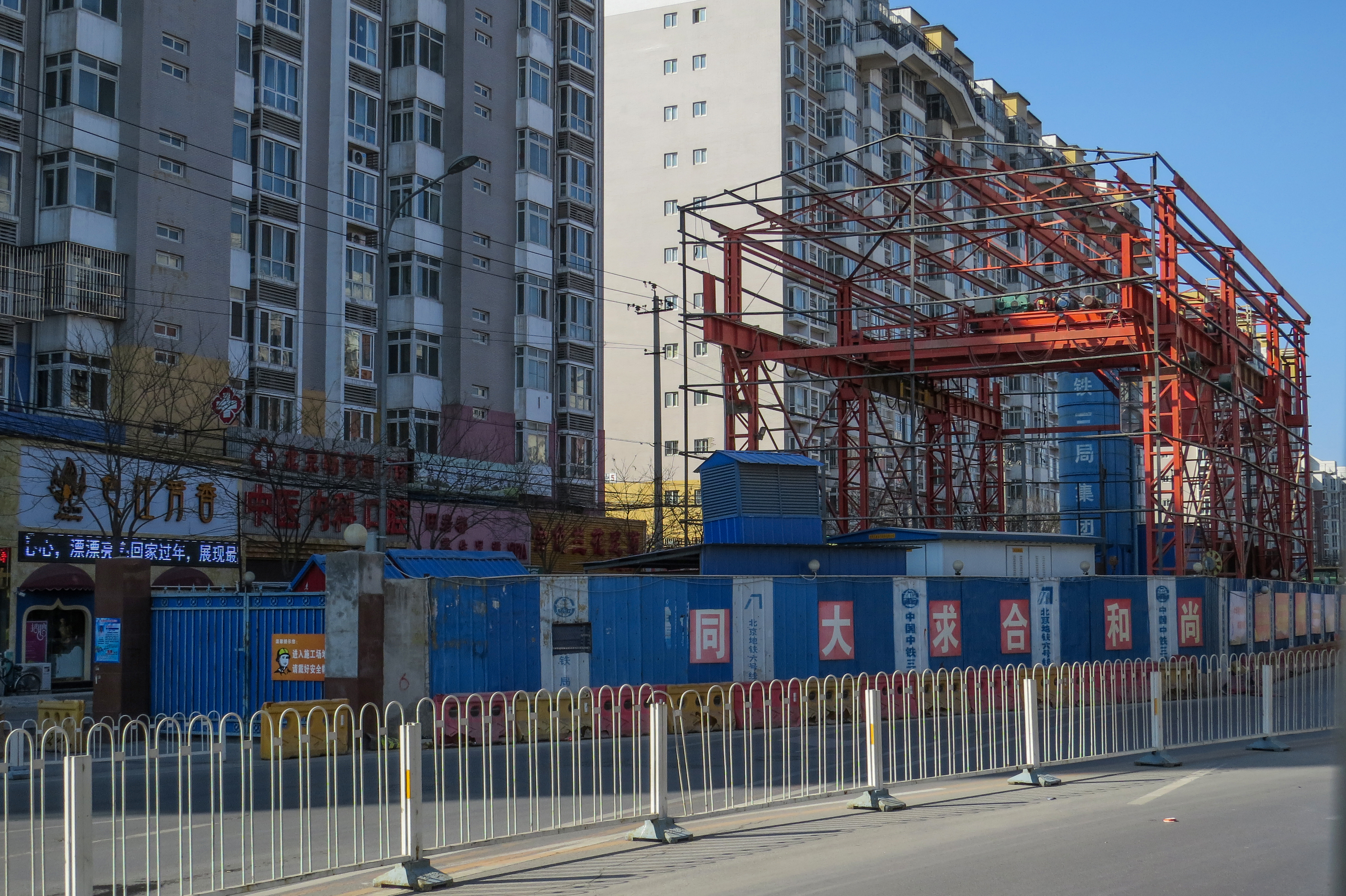
Sito di costruzione della stazione Tiancun (2017).

Il 28 aprile 2013, la talpa meccanica ha iniziato gli scavi per la seconda fase della linea 6. Nel dicembre dello stesso anno sono iniziati i lavori di costruzione per il prolungamento ovest della linea.
Nel febbraio 2014 è stato completato il collegamento dei tunnel della seconda fase. Il 12 febbraio, la pianificazione del prolungamento ovest è stata leggermente modificata: la stazione di Pingguoyuan è stata convertita da sopraelevata a sotterranea, e si è deciso inoltre di aggiungere la stazione Jin’anqiao. Nell’aprile dello stesso anno è iniziata la posa dei binari. Il 3 maggio si è conclusa la costruzione della struttura principale della stazione Beiyunhedong. Il 20 settembre sono iniziate le prove dei treni e del tragitto della seconda fase, senza passeggeri a bordo. Il 31 ottobre, la Commissione per la pianificazione urbana di Pechino ha pubblicato i nomi proposti per le stazioni della seconda fase. Il 28 dicembre 2014, la seconda fase della linea 6 è entrata in funzione, nel tratto tra Caofang e Lucheng, escluse le stazioni Tongyunmen e Beiyunhedong.
Il 9 settembre 2018, tutte le stazioni della fase III della linea 6 sono state collegate alla rete elettrica e il 20 settembre successivo sono iniziati i test a vuoto. Il 30 dicembre è stato aperto al pubblico in prova il tratto tra Jin’anqiao e Haidian Wuluju, con esclusione della stazione Pingguoyuan. Nello stesso giorno è stata aperta anche la stazione Beiyunhedong, parte della seconda fase.

### Altre aperture e sviluppi futuri
Il 31 dicembre 2021 viene inaugurata la stazione Pingguoyuan, la quale consente l'interscambio con la linea 1 e la linea S1. Successivamente, il 18 marzo 2023, viene aperta al pubblico anche la stazione Erligou, permettendo l'interscambio con la linea 16.
Di recente è stata approvata l'estensione sud della fase II della linea 6, composta da una stazione. Il prolungamento si estenderà per 2,066 km da Lucheng a Luyang, che diventerà il nuovo capolinea della linea 6. I lavori di costruzione sono iniziati il 30 agosto 2022 e l'apertura è prevista entro il 2025.

### Cronologia delle aperture
| Segmento                    | Inaugurazione    | Lunghezza           | Stazioni | Nome sezione |
| --------------------------- | ---------------- | ------------------- | -------- | ------------ |
| Haidian Wuluju — Caofang    | 30 dicembre 2012 | 29,88 km            | 20       | Fase I       |
| Caofang — Lucheng           | 28 dicembre 2014 | 12,75 km            | 6        | Fase II      |
| Beiyunhedong                | 30 dicembre 2018 | Stazione intermedia | 3        |              |
| Jin'anqiao — Haidian Wuluju | 30 dicembre 2018 | 10,55 km            | 5        | Fase III     |
| Pingguoyuan                 | 31 dicembre 2021 | Stazione intermedia | 1        |              |
| Erligou                     | 18 marzo 2023    | Stazione intermedia | 1        |              |

## Tratta e servizio
La linea 6 della metropolitana di Pechino si sviluppa lungo un asse est-ovest, attraversando trasversalmente l’intera città. Il suo tracciato taglia Pechino quasi a metà, correndo per gran parte del percorso in parallelo, ma leggermente più a nord, rispetto alla linea 1. La linea ha origine presso la stazione di Jin'anqiao, nel distretto occidentale di Shijingshan, e si dirige verso est entrando nel distretto di Haidian. Proseguendo in direzione rettilinea, raggiunge la stazione di Nanluoguxiang, da cui devia leggermente verso sud per servire le stazioni di Dongsi e Chaoyangmen, entrambe situate nel distretto centrale di Dongcheng.
Da Chaoyangmen, la linea continua con un tracciato pressoché lineare attraverso il distretto di Chaoyang, per poi curvare nuovamente verso sud dopo nove stazioni e fare ingresso nel distretto di Tongzhou. In quest'area, la linea 6 si mantiene pressoché alla stessa latitudine della linea 1, ma ne supera il raggio d’azione spingendosi oltre il sesto anello stradale, fino a raggiungere il capolinea orientale di Lucheng, situato nella periferia della capitale.
La linea consente interscambi con le linee 1, 2, 4, 5, 8, 9, 10, 11, 14, 16 e S1.

### Tariffazione e orari
La tariffazione parte da un prezzo di ¥3 (circa €0,40) a seconda della distanza di viaggio totale da percorrere, fino a un massimo di ¥8 (circa €1,00) per percorrere tutta la linea. La linea 6 offre due modalità di servizio: una copre l’intero tracciato da capolinea a capolinea, mentre l’altra effettua un servizio parziale su una porzione ridotta della linea. Nello specifico, i treni con servizio limitato provenienti da Lucheng terminano la corsa presso Haidian Wuluju; in direzione opposta, i convogli partono da Jin'anqiao e si attestano a Changying.
I treni sono attivi tutti i giorni dalle 4:51 alle 00:13, con alcuni treni a tratta ridotta che effettuano servizio fino a 00:39.

## Affluenza
La linea 6 era stata progettata per sostenere, nel breve termine, un volume di traffico passeggeri giornaliero di 700 000 persone e di 1,4 milioni al giorno con una previsione a lungo termine. Tuttavia, poiché il tracciato corre lungo alcune delle zone più densamente popolate di Pechino e corre parallelo alla linea 1, spesso sovraffollata e al limite delle capacità, alcuni esperti hanno ritenuto che il flusso giornaliero medio avrebbe raggiunti gli 1,4 milioni di passeggeri prima del previsto.
Durante i primi mesi di esercizio, l'affluenza nei giorni feriali si attestava intorno ai 320 000 passeggeri al giorno. Già nel 2014, però, la media giornaliera era salita a 700 000, con alcune tratte che durante le ore di punta operavano al 100% della capacità. Le autorità risposero incrementando il numero di treni e riducendo gli intervalli tra una corsa e l’altra per alleviare l’affollamento. Nel 2019, l’affluenza media nei giorni feriali sulla linea 6 superava ormai 1 milione di passeggeri al giorno.

## Percorso e stazioni

### Percorso
|  | Unknown route-map component "uhCONTg" |

| Unknown route-map component "utCONTgq" | Unknown route-map component "utKBHFxeq" + Unknown route-map component "HUBa" | Unknown route-map component "uehKRZt" | Unknown route-map component "utCONTfq" |

| Urban head station in tunnel + Unknown route-map component "HUBlf" | Unknown route-map component "uhBHF" + Unknown route-map component "HUBeq" |

| Urban tunnel station on track + Unknown route-map component "HUBaq" | Unknown route-map component "uhKBHFe" + Unknown route-map component "HUBlg" |

| Unknown route-map component "utCONTgq" | Unknown route-map component "utKRZt" | Unknown route-map component "uetBHFq" + Unknown route-map component "HUBe" | Unknown route-map component "utCONTfq" |

| Urban tunnel station on track |

| Urban tunnel station on track |

| Urban tunnel station on track |

| Unknown route-map component "CONTgq" | Unknown route-map component "umtKRZ" | Unknown route-map component "CONTfq" |  |

| Unknown route-map component "CONTgq" | Unknown route-map component "umtKRZ" | Unknown route-map component "CONTfq" |  |

| Urban tunnel station on track |

| Transverse water | Unknown route-map component "utKRZW" | Transverse water |  |

| Urban tunnel station on track |

|  | Unknown route-map component "utABZgl" | Unknown route-map component "utSHI4grq" | Unknown route-map component "utKDSTeq" |

|  | Urban tunnel straight track | Unknown route-map component "utSHI4+lq" | Unknown route-map component "utCONTfq" |

| Unknown route-map component "utCONTgq" | Unknown route-map component "utTINTt" | Unknown route-map component "utCONTfq" |  |

| Transverse water | Unknown route-map component "utKRZW" | Transverse water |  |

| Urban tunnel station on track |

| Unknown route-map component "utCONTgq" | Unknown route-map component "utTINTt" | Unknown route-map component "utCONTfq" |  |

| Unknown route-map component "utCONTgq" | Unknown route-map component "utTINTt" | Unknown route-map component "utCONTfq" |  |

| Urban tunnel station on track |

| Urban tunnel station on track + Unknown route-map component "HUB2" | Unknown route-map component "HUBc3" |

| Unknown route-map component "utCONTgq" | Unknown route-map component "utKRZt" + Unknown route-map component "HUBc1" | Unknown route-map component "utBHFq" + Unknown route-map component "HUB4" | Unknown route-map component "utCONTfq" |

| Unknown route-map component "utCONTgq" | Unknown route-map component "utKRZt" + Unknown route-map component "HUBc2" | Unknown route-map component "utBHFq" + Unknown route-map component "HUB3" | Unknown route-map component "utCONTfq" |

| Urban tunnel station on track + Unknown route-map component "HUB1+2" | Unknown route-map component "HUBX-L" |

| Unknown route-map component "utCONTgq" | Unknown route-map component "utKRZt" + Unknown route-map component "HUBc1" | Unknown route-map component "utBHFq" + Unknown route-map component "HUB4" | Unknown route-map component "utCONTfq" |

| Urban tunnel station on track |

| Transverse water | Unknown route-map component "utKRZW" | Transverse water |  |

|  | Urban tunnel straight track | Unknown route-map component "utSTR+l" | Unknown route-map component "utCONTfq" |

| Unknown route-map component "utXBHF-L" | Unknown route-map component "utXBHF-R" |

| Unknown route-map component "utCONTgq" | Unknown route-map component "utKRZt" | Unknown route-map component "utSTRr" |  |

| Urban tunnel station on track + Unknown route-map component "HUB2" | Unknown route-map component "HUBc3" |

| Unknown route-map component "utCONTgq" | Unknown route-map component "utKRZt" + Unknown route-map component "HUBc1" | Unknown route-map component "utBHFq" + Unknown route-map component "HUB4" | Unknown route-map component "utCONTfq" |

| Urban tunnel station on track + Unknown route-map component "HUB2" | Unknown route-map component "HUBc3" |

| Unknown route-map component "utCONTgq" | Unknown route-map component "utKRZt" + Unknown route-map component "HUBc1" | Unknown route-map component "utBHFq" + Unknown route-map component "HUB4" | Unknown route-map component "utCONTfq" |

| Unknown route-map component "uextCONTgq" | Unknown route-map component "uetKRZt" + Unknown route-map component "HUBc2" | Unknown route-map component "uextBHFq" + Unknown route-map component "HUB3" | Unknown route-map component "uextCONTfq" |

| Unknown route-map component "HUBc2" | Urban tunnel station on track + Unknown route-map component "HUB3+1" | Unknown route-map component "HUBc4" |  |

| Unknown route-map component "uextdSTRc2" | Unknown route-map component "uextKBHF3" + Unknown route-map component "HUBf+1" | Urban tunnel straight track + Unknown route-map component "HUBc4" |  |  | Unknown route-map component "d" |

| Unknown route-map component "uextdCONT1-" + Unknown route-map component "uextdSTRc2" | Unknown route-map component "uextKBHF3" + Unknown route-map component "uextSTRc4" + Unknown route-map component "HUBe" | Urban tunnel straight track |  |  | Unknown route-map component "d" |

| Unknown route-map component "uextdCONT1-" | Unknown route-map component "uextSTRc4" | Urban tunnel straight track |  |  | Unknown route-map component "d" |

| Unknown route-map component "utCONTgq" | Unknown route-map component "utTINTt" | Unknown route-map component "utCONTfq" |  |

| Unknown route-map component "utCONTgq" | Unknown route-map component "utTINTt" | Unknown route-map component "utCONTfq" |  |

| Transverse water | Unknown route-map component "utKRZW" | Transverse water |  |

| Urban tunnel station on track |

| Unknown route-map component "CONTgq" | Unknown route-map component "umtKRZ" | Unknown route-map component "CONTfq" |  |

| Urban tunnel station on track |

| Unknown route-map component "utpBHF" |

| Unknown route-map component "utpBHF" |

| Unknown route-map component "uetKRWgl" | Unknown route-map component "uextKRW+r" |

| Unknown route-map component "utXBHF-L" | Unknown route-map component "uextXBHF-R" |

| Unknown route-map component "uetKRWg+l" | Unknown route-map component "uextKRWr" |

| Unknown route-map component "utpBHF" |

|  | Unknown route-map component "utABZgl" | Unknown route-map component "utSTReq" | Unknown route-map component "uKDSTeq" |

| Unknown route-map component "utpBHF" |

| Unknown route-map component "CONTgq" | Unknown route-map component "umtKRZ" | Unknown route-map component "CONTfq" |  |

| Unknown route-map component "utpBHF" |

| Unknown route-map component "utKRWgl" | Unknown route-map component "utKRW+r" |

| Unknown route-map component "uetXBHF-L" | Unknown route-map component "uetXBHF-R" |

| Unknown route-map component "utKRWg+l" | Unknown route-map component "utKRWr" |

| Unknown route-map component "utpBHF" |

| Transverse water | Unknown route-map component "utKRZW" | Transverse water |  |

| Unknown route-map component "CONTgq" | Unknown route-map component "umtKRZ" | Unknown route-map component "CONTfq" |  |

| Unknown route-map component "utpBHF" |

| Urban tunnel station on track |

| Transverse water | Unknown route-map component "utKRZW" | Transverse water |  |

| Urban tunnel station on track |

| Urban tunnel station on track |

| Unknown route-map component "uextBHF" |

| Unknown route-map component "utSTRe" |

| Urban non-passenger end station |

### Stazioni
|                  | Nome stazione             | Nome in cinese, pinyin | Percorrenza (ore) | Distanza totale (km) | Interscambi |
| ---------------- | ------------------------- | ---------------------- | ----------------- | -------------------- | ----------- |
| Jin'anqiao       | 金安桥 Jīn'ānqiáo         | 0:00                   | 0,00              |                      |             |
| Pingguoyuan      | 苹果园 Píngguǒyuán        | 0:02                   | 1,43              |                      |             |
| Yangzhuang       | 杨庄 Yángzhuāng           | 0:04                   | 2,27              |                      |             |
| Xihuangcun       | 西黄村 Xīhuángcūn         | 0:07                   | 4,06              |                      |             |
| Liaogongzhuang   | 廖公庄 Liàogōngzhuāng     | 0:10                   | 5,86              |                      |             |
| Tiancun          | 田村 Tiáncūn              | 0:13                   | 8,13              |                      |             |
| Haidian Wuluju   | 海淀五路居 Hǎidiàn wǔlùjū | 0:16                   | 10,27             |                      |             |
| Cishousi         | 慈寿寺 Císhòusì           | 0:19                   | 11,78             |                      |             |
| Huayuanqiao      | 花园桥 Huāyuánqiáo        | 0:21                   | 13,21             |                      |             |
| Baishiqiaonan    | 白石桥南 Báishíqiáonán    | 0:24                   | 14,38             |                      |             |
| Erligou          | 二里沟 Èrlǐgōu            | 0:26                   | 15,16             |                      |             |
| Chegongzhuangxi  | 车公庄西 Chēgōngzhuāngxī  | 0:28                   | 16,04             |                      |             |
| Chegongzhuang    | 车公庄 Chēgōngzhuāng      | 0:30                   | 16,93             |                      |             |
| Ping'anli        | 平安里 Píng'ānlǐ          | 0:32                   | 18,37             |                      |             |
| Beihaibei        | 北海北 Běihǎiběi          | 0:35                   | 19,69             |                      |             |
| Nanluoguxiang    | 南锣鼓巷 Nánluógǔxiàng    | 0:37                   | 21,04             |                      |             |
| Dongsi           | 东四 Dōngsì               | 0:41                   | 22,98             |                      |             |
| Chaoyangmen      | 朝阳门 Cháoyángmén        | 0:44                   | 24,38             |                      |             |
| Dongdaqiao       | 东大桥 Dōngdàqiáo         | 0:46                   | 26,05             | () () L28 ()         |             |
| Hujialou         | 呼家楼 Hūjiālóu           | 0:48                   | 26,89             |                      |             |
| Jintailu         | 金台路 Jīntáilù           | 0:51                   | 28,34             |                      |             |
| Shilipu          | 十里堡 Shílǐpù            | 0:54                   | 30,38             |                      |             |
| Qingnianlu       | 青年路 Qīngniánlù         | 0:56                   | 31,66             |                      |             |
| Dalianpo         | 褡裢坡 Dāliánpō           | 1:00                   | 35,66             |                      |             |
| Huangqu          | 黄渠 Huángqú              | 1:03                   | 36,90             |                      |             |
| Changying        | 常营 Chángyíng            | 1:05                   | 38,75             |                      |             |
| Caofang          | 草房 Cǎofáng              | 1:08                   | 40,16             |                      |             |
| Wuzi Xueyuanlu   | 物资学院路 Wùzī xuéyuànlù | 1:11                   | 42,27             |                      |             |
| Tongzhou Beiguan | 通州北关 Tōngzhōu běiguān | 1:14                   | 44,83             |                      |             |
| Tongyunmen       | 通运门 Tōngyùnmén         | —                      | —                 |                      |             |
| Beiyunhexi       | 北运河西 Běiyùnhéxī       | 1:19                   | 47,84             |                      |             |
| Beiyunhedong     | 北运河东 Běiyùnhédōng     | 1:21                   | 49,44             |                      |             |
| Haojiafu         | 郝家府 Hǎojiāfǔ           | 1:23                   | 50,37             |                      |             |
| Dongxiayuan      | 东夏园 Dōngxiàyuán        | 1:26                   | 51,71             |                      |             |
| Lucheng          | 潞城 Lùchéng              | 1:28                   | 52,91             |                      |             |
| Luyang           | 潞阳 Lùyáng               | —                      | —                 |                      |             |

## Materiale rotabile

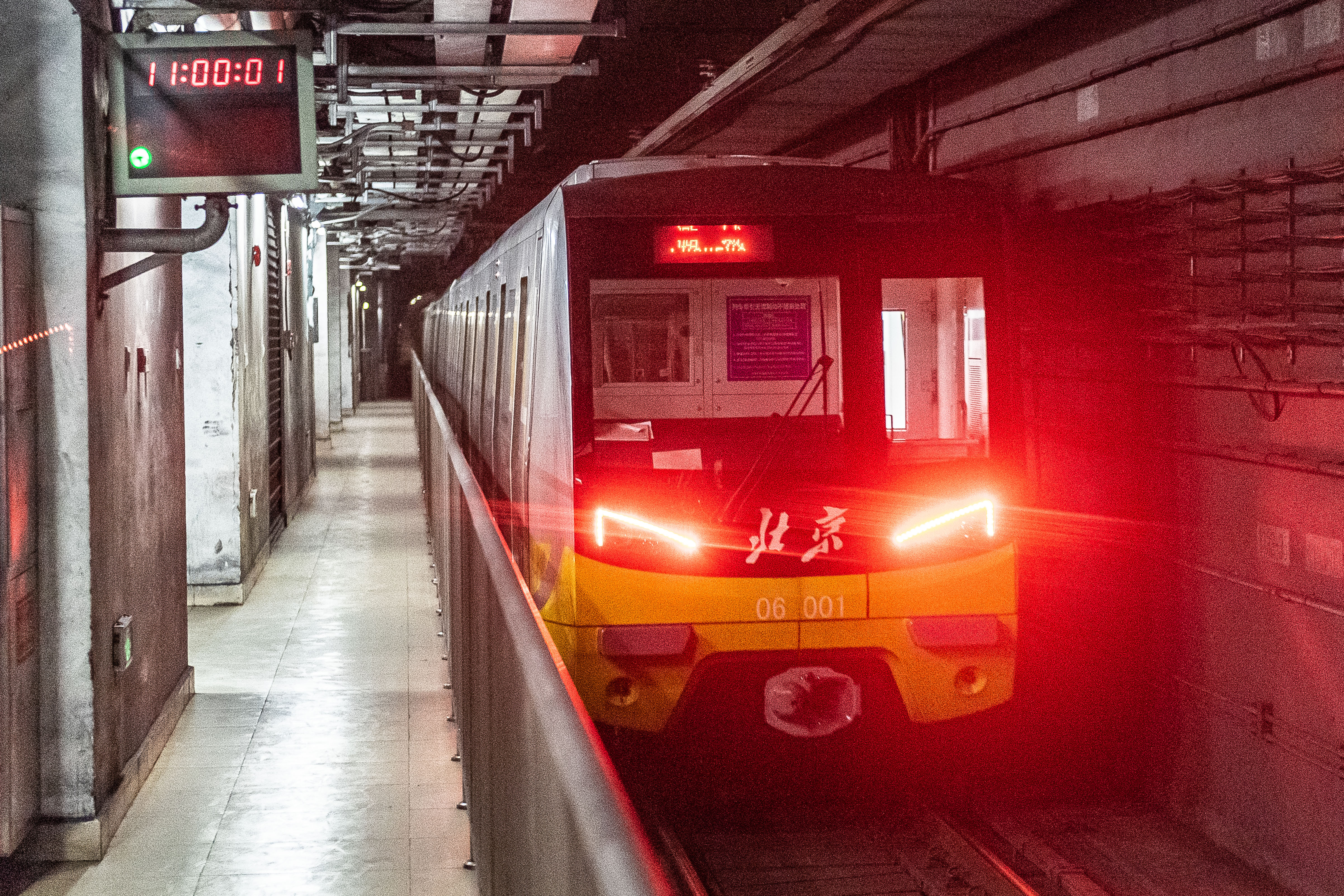
Un treno modello DKZ47 della linea 6 alla stazione di Dalianpo.

La linea 6 utilizza treni modello DKZ47, di tipo B e composti da 8 vagoni, prodotti dalla Changchun Railway Vehicles Co., Ltd., per un totale di 64 convogli numerati da 06 001 a 06 064. I treni sono realizzati utilizzando acciaio inossidabile.
Rispetto ai modelli DKZ31, DKZ32 e DKZ33, utilizzati rispettivamente sulle linee 15, Yizhuang e 9), i treni della linea 6 adottano un sistema di alimentazione tramite linea aerea di contatto da 1500 volt, che garantisce una performance elettrica affidabile. Come i modelli DKZ33, i treni della linea 6 hanno la capacità di recuperare energia dalla frenata meccanica e da quella elettrodinamica.
I treni possono raggiungere una velocità massima di 100 km/h, mentre la velocità commerciale si attesta tra i 50 e i 60 km/h. Ogni treno può trasportare fino a 1 967 passeggeri, circa 400 in più rispetto ai convogli tradizionali da 6 carrozze. L’aspetto esteriore è caratterizzato da una livrea nera con una fascia gialla lungo la fiancata e una combinazione di giallo e nero sul frontale, che le è valsa il soprannome di "Calabrone".
| Modello | Immagine | Produttore                      | Anno di produzione | In servizio | Numeri di serie | Deposito                   |
| ------- | -------- | ------------------------------- | ------------------ | ----------- | --------------- | -------------------------- |
| DKZ47   |          | CRRC Changchun Railway Vehicles | 2011 2013 2018     | 99          | 06 001–06 099   | Wulu Wuliqiao Dongxiaoying |

### Depositi

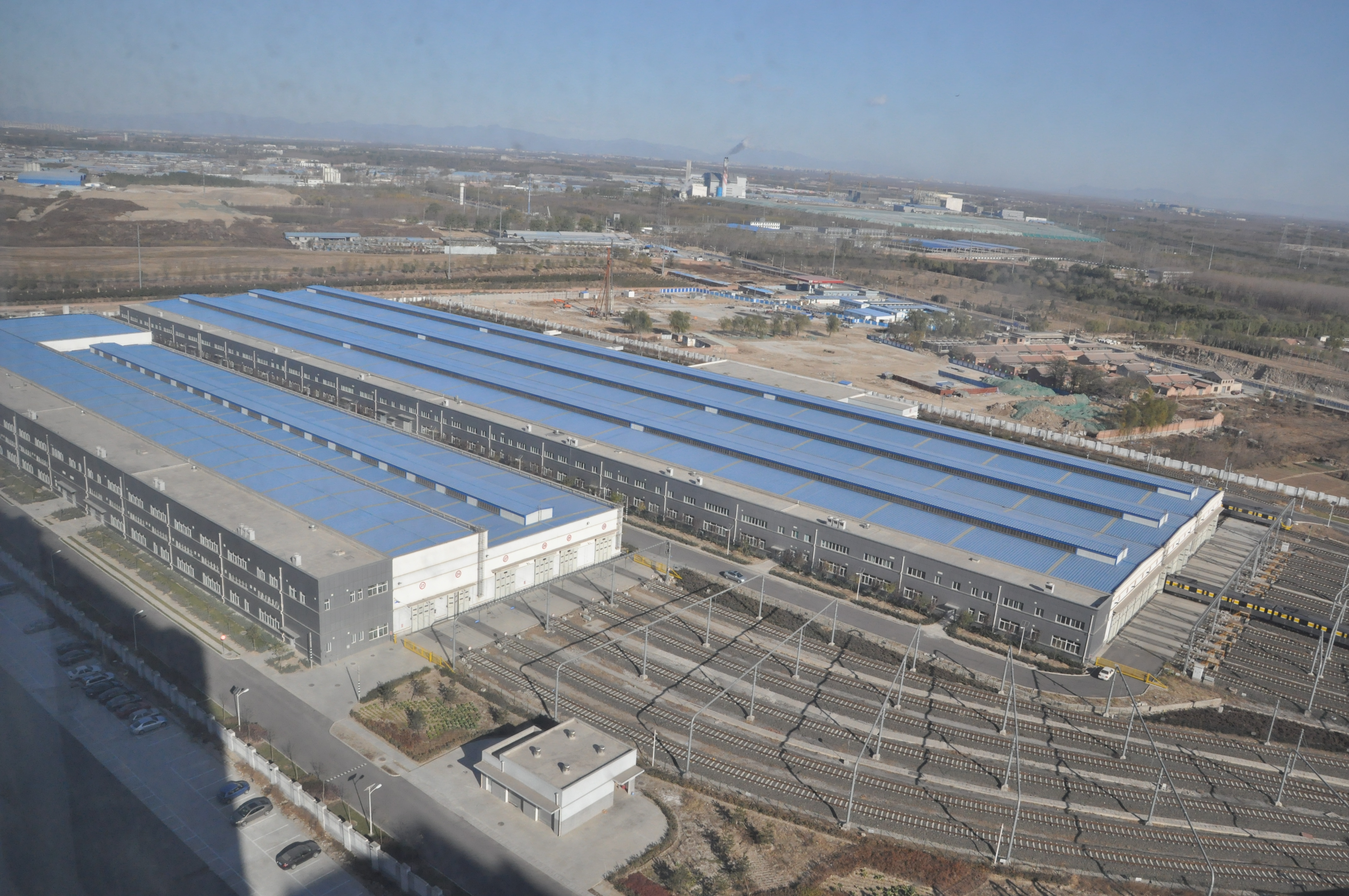
Deposito di Wuliqiao.

La linea 6 dispone di tre depositi: il deposito di Wulu, il deposito di Wuliqiao e il deposito di Dongxiaoying. Il deposito di Wulu si trova a nord-ovest della stazione Cishousi ed è condiviso con la linea 10. Il deposito di Wuliqiao è situato tra le stazioni Caofang e Wuzi Xueyuanlu, mentre il deposito di Dongxiaoying si trova a sud-est della stazione Lucheng.